# Belobatang
Belobatang is een bestuurslaag in het regentschap Lembata van de provincie Oost-Nusa Tenggara, Indonesië. Belobatang telt 317 inwoners (volkstelling 2010).